# Batalla de la Bisbal (1810)
La batalla de La Bisbal del 14 de setembre de 1810, fou un fet d'armes de la guerra del francès en la que una divisió espanyola dirigida per Enrique José O'Donnell i recolzada per una esquadra naval anglo-espanyola de les fragates Cambrian i Flora, dirigida per Francis William Fane i Charles William Doyle va sorprendre una brigada francesa comandada per François Xavier de Schwarz, part d'una divisió dirigida per Marie François Rouyer, i la majoria dels seus soldats van ser presos juntament amb el seu comandant. Una de les poques víctimes aliades va ser O'Donnell, ferit al peu.

## Antecedents
Al juny de 1810, el mariscal Pierre François Charles Augereau va ser substituït al comandament del VII Cos pel mariscal Étienne-Jacques-Joseph Macdonald amb ordres de dirigir-se cap a Tarragona, mentre que el III Cos amb el general Louis Gabriel Suchet, que havia conclòs amb èxit el setge de Lleida el 13 de maig i el setge de Mequinensa el 5 de juny, havia de capturar Tortosa amb el suport del mariscal Jacques MacDonald, que va avançar cap al sud de Catalunya amb una gran força. Abans, Suchet hauria de tornar a l'Aragó a suprimir les guerrilles i MacDonald necessitava reabastir-se ades de França, i fins a l'agost el pla de l'emperador no es va poder dur a terme.
MacDonald va marxar amb el seu exèrcit de 16.000 homes cap al sud per donar suport a les operacions de Suchet contra Tortosa, deixant al general de divisió Louis Baraguey d'Hilliers amb 10.000 soldats a Barcelona, i 18.000 homes de la divisió alemanya de Marie François Rouyer defensava la costa mediterrània la zona entre Girona i Palamós i assegurant el camí de França.
Enrique José O'Donnell comandant de l'Exèrcit espanyol a Catalunya, veient que MacDonald era massa fort per enfrontar-s'hi directament, va resoldre operar contra les forces imperials de la costa Brava per allunyar MacDonald de Tarragona i Tortosa. Mentre les divisions dels generals Juan de Courten, Pedro Sarsfield i Joaquim d'Ibáñez-Cuevas i de Valonga defensaven Tarragona, el baró d'Eroles defensava Montserrat, Georget a Igualada i Obispo a Martorell, va enviar la divisió del general Luis González-Torres de Navarra y Castro al nord evitant la gran guarnició de Barcelona. Mentrestant, el coronel Charles William Doyle va navegar cap al nord amb 500 soldats amb la fragata britànica HMS Cambrian, la fragata espanyola Diana i altres vaixells. El capità Francis William Fane, del Cambrian, va comandar l'esquadró naval aliat. A principis de setembre, O'Donnell va aconseguir eludir les guarnicions de Barcelona, Hostalric i Girona sense haver-se notat.

## Batalla
L'expedició naval anglo-espanyola de Fane va atacar el 10 de setembre amb una força amfíbia a Begur, capturant 50 homes i un emplaçament d'artilleria costanera. Alertat per la incursió, Schwarz va ordenar a les seves unitats costaneres reforçar les seves defenses. La seva brigada, amb 1.700 homes i 18 peces d'artilleria, es componia del 5è i 6è regiments de la Confederació del Rin (Anhalt-Lippe i Schwarzburg-Waldeck-Reuss respectivament), amb dos batallons cadascun, amb base a la Bisbal d'Empordà, on hi havia 800 homes destacats, mentre la resta de la brigada es va estendre per defensar Begur, Calonge, Palamós i Sant Feliu de Guíxols. Sense ser detectat, O'Donnell va arribar a Vidreres amb 6.000 soldats a peu i 400 genets el 13 de setembre, entre ells el regiment suís de Kayser, els dragons de Numància i els miquelets.
El matí del dia 14, O'Donnell va atacar La Bisbal amb força aclaparadora. Quan els piquets foren superats, Schwarz va enviar un missatger amb ordres als seus destacaments perquè es concentressin. Poc després, la Bisbal es va veure encerclada i els seus defensors van arreplegar-se al Castell de la Bisbal, però l'edifici es dominava des d'un turó proper i el campanar de l'Església de la Pietat, des d'on els franctiradors van abatre uns quants alemanys durant el dia. Schwarz va aguantar fins al vespre i es va rendir després que els espanyols es comencessin a reunir per l'assalt i intentessin cremar el castell. El comandant francès no va oposar resistència, perdent només un oficial i quatre homes morts, i tres oficials i 16 soldats ferits.
Mentre O'Donnell atacava La Bisbal, Fane i Doyle van desembarcar les seves tropes a Palamós i la van capturar. La columna d'Aldea va capturar Calonge i la columna de Fleires s'apoderava de Sant Feliu. Rouyer va quedar bloquejat a Girona no va poder intervenir perquè O'Donnell va demanar als miquelets locals atacar la seva guarnició. Schwarz, dos coronels, 56 oficials, 1.183 homes i 17 canons van ser capturats per a un total de 1.242 presoners. Els alemanys també van perdre aproximadament 400 morts i ferits. No es van notificar pèrdues espanyoles, però probablement eren lleus. Tot i això, van incloure O'Donnell que va quedar ferit al peu a la Bisbal. El general espanyol i els presos alemanys van ser traslladats a l'esquadra de Fane abans de tornar a Tarragona.

## Conseqüències
L'atac fou un èxit tàctic brillant, però no aconseguí dissuadir el mariscal d'assistir a Suchet. La ferida d'O'Donnell es va infectar i gairebé va morir abans de ser enviada a Mallorca per recuperar-se. Fins que la seva lesió es va curar, l'alt comandament a Catalunya va passar a mans menys capaces del tinent general Miguel Antonio de Iranzo y Peralta. Més tard, O'Donnell va rebre el títol de comte de la Bisbal en reconeixement de la seva victòria.
Aïllat al nord de Catalunya pels guerrillers, Macdonald no es va assabentar del desastre de la Bisbal fins a tres setmanes després, i va mantenir la seva posició en suport de Suchet. En mantenir la seva posició, MacDonald va anul·lar l'estratègia de O'Donnell.
El marquès de Campoverde va prendre el comandament de la força terrestre i es va dirigir cap al nord per davant de Girona abans que Rouyer o Baraguey d'Hilliers poguessin reaccionar. Va capturar Puigcerdà i va creuar els Pirineus cap a França, combatent la guarnició de Montlluís i van extorsionar fons de pobles francesos. De retorn, la divisió de Campoverde es va desplaçar per la vall del Segre, prenent posicions a Calaf i Cardona, i Macdonald va prendre dues brigades franceses i dues italianes per atacar-lo. Una brigada italiana va atacar immediatament, sent derrotada en la batalla de Sant Quintí el 18 d'octubre, i es va retirar a Girona per protegir els combois de subministrament, que escassejaven a Barcelona. Suchet no va poder començar el Setge de Tortosa fins al 16 de desembre.
Schwarz va romandre en captivitat fins al final de la guerra el 1814. Diversos presos alemanys van ser transportats a Edimburg, i els oficials enviats a diverses poblacions de Scottish Borders.